# Melipilla (kommun)
Melipilla är en kommun i Chile.   Den ligger i provinsen Provincia de Melipilla och regionen Región Metropolitana de Santiago, i den mellersta delen av landet, 60 km sydväst om huvudstaden Santiago de Chile.
Trakten runt Melipilla består till största delen av jordbruksmark. Runt Melipilla är det ganska tätbefolkat, med 80 invånare per kvadratkilometer.